# Bashkiriense
| Era Eratema | Periodo Sistema | Periodo Sistema                | Época Serie       | Edad Piso                    | Inicio, en millones de años |
| ----------- | --------------- | ------------------------------ | ----------------- | ---------------------------- | --------------------------- |
| Paleozoico  | Pérmico         | Pérmico                        | Pérmico           | Pérmico                      | 298,9±0,15                  |
| Paleozoico  | Carbo- nífero   | Pensil- vánico Pensil- vaniano | Superior/Tardío   | Gzheliense Gzheliano         | 303,7±0,1                   |
| Paleozoico  | Carbo- nífero   | Pensil- vánico Pensil- vaniano | Superior/Tardío   | Kasimoviense Kasimoviano     | 307,0 ±0,1                  |
| Paleozoico  | Carbo- nífero   | Pensil- vánico Pensil- vaniano | Medio             | Moscoviense Moscoviano       | 315,2±0,2                   |
| Paleozoico  | Carbo- nífero   | Pensil- vánico Pensil- vaniano | Inferior/Temprano | Bashkiriense Bashkiriano     | 323,4±0,4                   |
| Paleozoico  | Carbo- nífero   | Misisípico Misisi- piano       | Superior/Tardío   | Serpukhoviense Serpukhoviano | 330,3±0,4                   |
| Paleozoico  | Carbo- nífero   | Misisípico Misisi- piano       | Medio             | Viseense Viseano             | 346,7±0,4                   |
| Paleozoico  | Carbo- nífero   | Misisípico Misisi- piano       | Inferior/Temprano | Tournaisiense Tournaisiano   | 358,86±0,19                 |
| Paleozoico  | Devónico        | Devónico                       | Devónico          | Devónico                     | 419,62±1,36                 |
| Paleozoico  | Silúrico        | Silúrico                       | Silúrico          | Silúrico                     | 443,1±0,9                   |
| Paleozoico  | Ordovícico      | Ordovícico                     | Ordovícico        | Ordovícico                   | 486,8 ±1,5                  |
| Paleozoico  | Cámbrico        | Cámbrico                       | Cámbrico          | Cámbrico                     | 538,8±0,6                   |

El Bashkiriense o Bashkiriano es el primer piso y edad del Pensilvánico en la escala temporal geológica. Sucede al Serpukhoviense (último piso del Misisípico) y precede al Moscoviense (Pensilvánico Medio). Se inició hace unos 323,4 millones de años y terminó hace unos 315,2 millones de años.
El Bashkiriense coincide, por definición formal de la Comisión Estratigráfica Internacional, con el Pensilvánico Inferior o Pensilvaniano Inferior, la primera serie del Pensilvánico (Pensilvánico Temprano o Pensilvaniano Temprano cuando se refiere a la época correspondiente).
El Bashkiriense se introdujo en la literatura científica por la paleontóloga y geóloga rusa Sofia Semikhatova en 1934. El nombre procede de Bashkiria, el entonces nombre ruso de la república de Baskortostán en el sur de los montes Urales, Rusia, hogar del pueblo bashkirio.

## Sección estratotipo y punto de límite global (GSSP)
La sección estratotipo y punto de límite global (GSSP) para la base del Bashkiriense está en la Formación Bird Spring en el cañón Arrow, cerca de Las Vegas (condado de Clark, estado de Nevada, Estados Unidos). Se caracteriza por la primera aparición del conodonto Declinognathodus noduliferus. El piso y el GSSP fueron aprobados por la Comisión Internacional de Estratigrafía y ratificados posteriormente por la Unión Internacional de Ciencias Geológicas en enero de 1996.
El techo del Bashkiriense se define por la base del Moscoviense, pendiente de definir por la Comisión Internacional de Estratigrafía, que se caracteriza provisionalmente por la primera aparición de los conodontos Idiognathoides postsulcatus o Declinognathodus donetzianus.

## Bioestratigrafía
El Bashkiriense se divide en seis biozonas de conodontos:
- Zona de Neognathodus atokaensis
- Zona de Declinognathodus marginodosus
- Zona de Idiognathodus sinuosus
- Zona de Neognathodus askynensis
- Zona de Idiognathoides sinuatus
- Zona de Declinognathodus noduliferus

## Correlaciones regionales
El Bashkiriense se correlaciona con la parte superior del Namuriense y la parte inferior del Westfaliense, edades de la estratigrafía regional europea. También, se correlaciona con las edades regionales Morrowiense y Atokiense de Norteamérica; y con las edades Luosuaniense y parte inferior del Huashibaniense de China.